# کامیلا شلین
کامیلا شلین (انگلیسی: Camilla Schelin؛ زادهٔ ۲ مارس ۱۹۸۲) بازیکن فوتبال اهل سوئد است.